# Robin Tunney
Pour les articles homonymes, voir Tunney.
Robin Tunney [ˈɹɑbɪn ˈtʌni] est une actrice américaine, née le 19 juin 1972 à Chicago, dans l'Illinois.
Elle est devenue célèbre par son rôle de Sarah dans Dangereuse Alliance, celui de Veronica Donovan dans la série télévisée américaine Prison Break et celui de Teresa Lisbon dans Mentalist.

## Biographie
Elle est d'origine irlando-américaine et a grandi dans le quartier irlandais de Bridgeport à Chicago. Son père est vendeur de voiture et sa mère serveuse dans un bar. Elle a deux frères et une sœur.
Après avoir étudié à la Chicago Academy for the Arts (en), Robin Tunney s'installe à Los Angeles en 1990.

### Carrière
En 1991, elle commence sa carrière et fait quelques apparitions dans les séries télévisées Corky, un adolescent pas comme les autres et Perry Mason (1992) ou Promo 96 (1993). Robin Tunney se fait remarquer en 1995 pour son interprétation d'une jeune fille suicidaire dans la comédie dramatique Empire Records. Dès lors, elle se voit proposer des rôles principaux, comme dans Dangereuse Alliance (1996) où elle joue les sorcières gothiques avec Fairuza Balk, Neve Campbell et Rachel True.
Elle est récompensée pour sa performance dans Niagara, Niagara à la Mostra de Venise 1997, en recevant du jury présidé par Jane Campion la Coupe Volpi de la meilleure interprétation féminine.
En 1999, elle tourne ensuite avec Arnold Schwarzenegger dans La Fin des temps, Vertical Limit (2000), puis obtient un premier rôle dans la comédie dramatique Cherish (en) (2002).
En 2005, elle apparaît dans le film The Zodiac.
Après un rôle d'invité dans le pilote de la série Dr House en 2004, elle joue dans la série Prison Break dans le rôle de Veronica Donovan, mais elle quitte la série après le premier épisode de la deuxième saison.
De 2008 à 2015, elle joue le rôle de Teresa Lisbon dans la série Mentalist.

### Vie privée
Elle épouse le producteur et réalisateur Bob Gosse le 4 octobre 1997. Ils divorcent en 2006. De 2009 à 2010, Robin Tunney était avec l'écrivain australien Andrew Dominik. Elle a été ensuite la compagne de Page Hamilton, guitariste et chanteur du groupe Helmet. Début février 2013, elle annonce qu'elle est fiancée au décorateur d'intérieur Nicky Marmet.
Le 28 juin 2006, Robin Tunney a remporté la cinquième table de la huitième saison Showdown Bravo Celebrity Poker, terminant devant Christopher Meloni, Macy Gray, Joy Behar, et Andy Dick, accédant ainsi à la phase finale. Celle-ci a été diffusée le 5 juillet 2006, où elle concourait contre Jason Alexander, Michael Ian Black, Ida Siconolfi, et Keegan-Michael Key. Robin Tunney est arrivée deuxième, derrière Alexander. Elle participait pour The Children's Health Fund (en), qui a reçu 200 000 dollars pour sa performance. En août 2006, Robin Tunney a joué dans les World Series of Poker, après avoir vu son droit d'entrée couvert par la salle de poker en ligne PokerRoom.com.
Le 23 juin 2016, elle a donné naissance à son premier enfant, un garçon prénommé Oscar Holly Marmet.
Le 8 janvier 2020, elle a donné naissance à son deuxième enfant, une fille prénommée Colette Kathleen Marmet.

## Filmographie

### Cinéma
- 1992 : California Man (Encino Man) : Ella
- 1995 : Empire Records : Debra
- 1996 : Dangereuse Alliance (The Craft) : Sarah Bailey
- 1997 : Niagara, Niagara : Marcy
- 1997 : Julian Po : Sarah
- 1998 : Montana : Kitty
- 1999 : La Fin des temps (End of Days) : Christine York
- 2000 : Supernova : Danika Lund
- 2000 : Bread and Roses : Une invitée à la soirée
- 2000 : Vertical Limit : Annie Garrett
- 2001 : Investigating Sex : Zoe
- 2002 : Cherish (en) : Zoe
- 2002 : The Secret Lives of Dentists : Laura
- 2003 : Espion mais pas trop ! (The In-Laws) : Angela Harris
- 2004 : Shadow of Fear : Wynn French
- 2004 : Paparazzi : Objectif chasse à l'homme : Abby Laramie
- 2005 : Runaway (en) : Carly
- 2005 : The Zodiac : Laura Parish
- 2006 : Open Window : Izzy
- 2006 : The Darwin Awards : Zoe
- 2006 : Hollywoodland : Leonore Lemmon
- 2008 : Loin de la terre brûlée : Laura
- 2012 : See Girl Run - Emmie
- 2014 : My All American : Gloria Steinmark
- 2018 : The Watcher (Looking Glass) : Maggie
- 2020 : Horse Girl de Jeff Baena : Agatha Kaine
- 2025 : By Design de Amanda Kremer : Irene

### Télévision
- 1987 : Frog : Hannah
- 1991 : Frogs! : Hannah
- 1991 : But He Loves Me : Brooke
- 1992 : Perry Mason (3e série, épisode 22, La Robe rouge) : Sandra
- 1993 : Cutters : Deborah Hart
- 1993 : J. F. K. : Le Destin en marche (J.F.K.: Reckless Youth) : Kathleen « Kick » Kennedy
- 1993 : New York, police judiciaire (saison 4, épisode 17, Calibre 44) : Jill Templeton
- 1996 : Les Cavaliers de la mort (Riders of the Purple Sage) : Elizabeth « Bess » Erne
- 1998 : Rescuers: Stories of Courage: Two Families (segment Malka Csizmadia) : Melvina « Malka » Csizmadia
- 1998 : Naked City: Justice with a Bullet : Merri Coffman
- 2003 : La Treizième Dimension (saison 1, épisode 40) : Edie Durant
- 2004 : Dr House (saison 1, épisode 1, Les Symptômes de Rebecca Adler) : Rebecca Adler
- 2005-2006 : Prison Break (saison 1 et saison 2, épisode 1) : Veronica Donovan
- 2008 : La Fin du rêve (The Two Mr. Kissels) : Nancy Keeshin
- 2008 - 2015 : Mentalist : Teresa Lisbon
- 2016 : Love : Waverly
- 2018 : Insatiable : Brandylynn Huggens
- 2019 : The Fix : Maya Travis
- 2023 : N'oublie pas de vivre : Jane Adler

## Récompenses
- Mostra de Venise 1997 : Meilleure interprétation féminine pour Niagara, Niagara

## Voix françaises
En France
- Cathy Diraison[6],[7] dans :
  - Prison Break (série télévisée)
  - La Fin du rêve (téléfilm)
  - Mentalist (série télévisée)
  - The Watcher
  - The Fix (série télévisée)
  - Horse Girl
- Valérie Siclay[8],[9] dans :
  - Vertical Limit
  - Hollywoodland
- Nathalie Spitzer[6] dans :
  - Espion mais pas trop !
  - Paparazzi : Objectif chasse à l'homme

Et aussi
- Virginie Ledieu dans Corky, un enfant pas comme les autres[6] (série télévisée)
- Françoise Cadol dans California Man[10]
- Frédérique Marlot dans Dream On (série télévisée)
- Virginie Ogouz dans J. F. K. : Le Destin en marche[10] (mini-série)
- Vanina Pradier dans Dangereuse Alliance[7]
- Rafaèle Moutier dans La Fin des temps[6]
- Hélène Chanson dans La Treizième Dimension (série télévisée)
- Laura Préjean dans Dr House[7] (série télévisée)
- Valérie Muzzi dans The Zodiac[10]